# Sertifera
Sertifera is een geslacht van tropische orchideeën uit de onderfamilie Epidendroideae.
Het zijn middelgrote, weinig opvallende orchideeën afkomstig uit de bergwouden van de noordelijke Andes.

## Naamgeving en etymologie
De botanische naam Sertifera is afkomstig uit het Latijnse sertus (krans), en fera (dragen), naar het habitus van de plant, die wat lijkt op een palmenkrans.

## Kenmerken
Sertifera-soorten zijn kleine tot middelgrote, slanke (maximaal 60 cm), terrestrische orchideeën met een vertakte bloemstengel, met lancetvormige, spitse bladeren over de hele lengte van de stengel, met tussen de bladeren meerdere losse, ijlbloemige aren met kleine, weinig opvallende bloemen. De schutbladen zijn elliptisch, eveneens met spitse top, en even lang als de bloemen. De kelk- en kroonbladen zijn riem- of tongvormig en spits. De bloemlip is uitgerekt, zwak drielobbig met spitse toppen.

## Habitat en verspreiding
Sertifera zijn terrestrische planten uit de donkere regenwouden van de noordelijke Andes, voornamelijk uit Peru en Colombia.

## Soorten
Het geslacht telt 8 soorten. De typesoort is Sertifera virgata Rchb.f. 1876.
Volgens sommige auteurs horen deze soorten thuis in het geslacht Elleanthus.
- Sertifera aurantiaca C.Schweinf 1946
- Sertifera colombiana Schltr. 1920
- Sertifera grandifolia L.O.Williams 1939
- Sertifera lehmanniana (Kraenzl.) Garay 1978
- Sertifera major Schltr. 1924
- Sertifera parviflora Schltr. 1924
- Sertifera purpurea Rchb.f. 1877
- Sertifera virgata Rchb.f. 1876